# René de Renesse
René II de Renesse, né vers 1580 et tué à Liège le 16 avril 1637, est comte de Warfusée, vicomte de Montenaken, seigneur de Gaasbeek, chevalier de la Toison d'Or par lettre de Rodolphe II du 20 janvier 1609 et sire de Rèves, Bièvre, Hees, Leende, Haibes, Montigny-Sur-Meuse, Feluy, Tyberchamps, Seneffe, Scaillemont, etc.  Il fut notamment directeur des finances du roi d'Espagne aux Pays-Bas. Mais son nom est aussi lié à l'assassinat de Sébastien La Ruelle, bourgmestre de Liège, dont il fut accusé à l'époque.

## Biographie

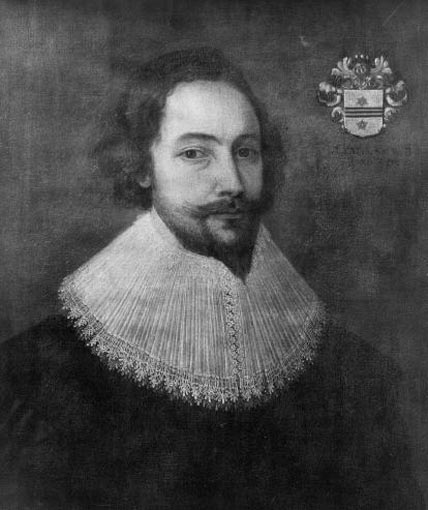
Portrait de Sébastien Laruelle

Il fut directeur des Finances sous Philippe IV d'Espagne aux Pays-Bas. Il a également été commandant d'un régiment royal des troupes espagnoles. Mais ce dernier fut soudoyé et négocia avec Frédéric-Henri d'Orange-Nassau et l'ambassadeur français. Il se rendit régulièrement en Hollande aux États généraux des Pays-Bas afin convaincre la France de rejoindre les Pays-Bas méridionaux pour envahir et déclencher une insurrection contre l'Espagne. On peut supposer que cette trahison à l'égard de l'Espagne est d'ordre financier.
Le plan divulgué, René fut accusé de haute trahison et banni, ses biens furent confisqués. Sur ce, il s'enfuit à Liège, où il fut accueilli par les Grignoux. Cependant, afin se faire pardonner par le roi d’Espagne et rentrer dans ses bonnes grâces il trahit ses amis qui l'avaient accueilli. En 1637, il invita chez lui des soldats espagnols ennemis du bourgmestre de Liège, Sébastien La Ruelle, car lui et son parti, les Grignoux, étaient proches de la France. Il organisa le 16 avril 1637 un buffet où il invita le bourgmestre. Lors de cet évènement les soldats espagnols, cachés dans la maison du comte, arrêtèrent Sébastien La Ruelle et l'assassinèrent. Ayant été informée, la foule en rage se rua dans la maison du traître et y massacra tous les occupants sauf les amis du défunt bourgmestre. Le corps du comte de Warfusée fut exposé deux jours sur la place du marché, puis brûlé. Sébastien Laruelle eut droit à des funérailles grandioses.
Le dramaturge hollandais Thomas Asselijn a écrit une pièce sur l'assassinat.

## Famille
René de Renesse épousa en 1610 Albertine d'Egmont (1593-1621), dame de Cantaing, fille de Charles II d'Egmont de Gavre et Maria dite d'Aix de Lens d'Aubigny. 
De son mariage sont nés les enfants suivants :
- Anna II de Warfusée de Renesse (1613 -)
- Éléonore de Warfusée de Renesse (1615 -). Elle épousa Bernard Caraffa
- Marie de Renesse Elderen (1620 -). Elle épousa Pierre Jacques Procope de Lalaing
- Florentine Marguerite de Renesse-Warfusée (1620-1665). Elle épouse Eugène de Glymes de Bergen (1620-1670)
  - Philippe François de Berghes, 1er prince de Grimberghen (-1704)
  - Georges-Louis de Berghes, prince-évêque de Liège (1662-1743)
- Alexandre de Renesse